# Preston Leslie
Preston Hopkins Leslie (8 de março de 1819 – 7 de fevereiro de 1907) foi um político do Estados Unidos e o 26º governador de Kentucky de 1871 a 1875 e governador do território de Montana de 1887 a 1889. Ele ascendeu ao cargo de governador por três vias diferentes. Primeiro ele assumiu o governo de Kentucky após a renúncia do governador John W. Stevenson para assumir vaga no Senado dos Estados Unidos em 1871. Mais tarde naquele ano ele foi eleito para um mandato completo como governador, derrotando John Marshall Harlan na eleição geral. Finalmente, foi nomeado governador do território de Montana pelo presidente Grover Cleveland.
Leslie foi um simpatizante confederado durante a Guerra Civil, mas começou a adotar uma posição mais progressista durante sua campanha governamental contra Harlan. Embora se opusesse à ratificação das 14ª e 15ª emendas constitucionais, ele usou sua influência como governador para efetiva aprovação de leis admitindo o testemunho dos negros em tribunal e prevendo um sistema educacional para escravos libertos recentemente. Ele também ajudou a sufocar a violência perpetrada pela Ku Klux Klan em muitas áreas do estado.
Como governador territorial de Montana, Leslie rapidamente atraiu a ira da imprensa para a sua posição pro-temperance (movimento pela redução de bebidas alcoólicas). O meio político do território também se voltou contra ele, então ele foi exonerado pelo Presidente Benjamin Harrison. Quando Grover Cleveland conseguiu vencer Harrison assumindo o seu segundo mandato no cargo, nomeou Leslie promotor para Montana. Leslie continuou a exercer a advocacia até os oitenta anos e quando estava sendo considerado para um Tribunal de comarca no Juizado de Montana ele adoeceu com pneumonia e morreu em 7 de fevereiro de 1907, com 87 anos.

## Início da vida
Leslie Preston nasceu no Condado de Clinton no Kentucky (na época era uma parte do Condado de Wayne) em 8 de março de 1819. Ele era o segundo filho de H. Vachel e Sarah Hopkins Leslie. Ele foi educado em escolas públicas e, em seguida, estudou direito com o juiz Rice Maxey. Trabalhou com seu pai na fazenda da família até 1835 e sobrevivia fazendo biscates, incluindo a condução de uma diligência, como atravessador de balsa e também balconista. Leslie foi admitido na prática legal do direito em 10 de outubro de 1840 e serviu como secretário adjunto dos tribunais no Condado de Clinton. Em 1841 ele mudou-se para Tompkinsville no Kentucky, onde trabalhou como agricultor. Em 1842, tornou-se advogado oficial do Condado de Monroe.
Em 11 de novembro de 1841 Leslie casou com Louisa Black. Eles tiveram sete filhos. Luísa morreu em 9 de agosto de 1858. Leslie então casou com a viúva Mary Maupin Kuykendall em 17 de novembro de 1859, tendo mais três filhos. Mary Leslie morreu a 3 de setembro de 1900. Mary Leslie died September 3, 1900.

## Carreira política
Leslie começou sua carreira política, sendo eleito como membro do Partido Whig para a câmara dos representantes do Kentucky em 1844. Ele foi derrotado para uma vaga no Senado de Kentucky em 1846 por um único voto. Ele continuou a exercer mandato na câmara até 1850, quando ele ganhou a eleição para o Senado representando os Condados de Barren e Monroe. Foi senador até 1855. Na década de 1850, o partido Whig perdeu espaço político gradualmente em Kentucky e Leslie tornou-se um democrata. Ele recusou indicações para vagas no Congresso dos Estados Unidos e para a corte de apelações de Kentucky, preferindo trabalhar em sua fazenda. Em 1859 mudou-se para Glasgow no Condado de Barren, Kentucky.
Em 1861, Leslie tinha construído uma próspera propriedade e comprou uma terra no Texas. Em dezembro do mesmo ano, ele e seu filho mais velho viajaram para propriedade do Texas com 26 escravos e grande parte dos familiares. Depois de estabelecido no lugar, Leslie voltou para Kentucky e deixou a propriedade do Texas aos cuidado de seu filho.
Sentimentos de Leslie foram misturados com as questões centrais da Guerra Civil. Conhecido como um "homem de convicções fortes para união" antes da guerra, suas simpatias foram para a causa do Sul depois que a guerra começou. No entanto, acreditava que o Sul deveria resolver suas diferenças com o norte através de meios diplomáticos e não era favorável a ideia da separação. Ele manteve então um fraco papel político e se recusou ao serviço militar de ambos os lados. Ele voltou para o Senado do estado de 1867 a 1871, servindo como presidente do mesmo de 1869 a 1871.

### Governador de Kentucky
Em 13 de fevereiro de 1871 o governador John W. Stevenson renunciou ao cargo para assumir uma vaga no Senado dos Estados Unidos. Stevenson que era vice-governador havia assumido o governo após a morte de John L. Helm, ficando vacante o cargo de vice-governador. Como Presidente do Senado Leslie foi interinamente o vice-governador ex officio, sendo o primeiro na linha de sucessão de Stevenson. Uma eleição para governador foi marcada mais tarde em 1871 e Leslie estava entre vários candidatos apresentados pelos democratas. Por causa da oposição de Leslie para as 14ª e 15ª emendas constitucionais, surgiu como opositor da sua candidatura Henry Watterson, fundador do poderoso Louisville Courier-Journal. Apesar disso, Leslie tinha a seu lado os candidatos democratas que incluíam os futuros governadores John Y. Brown e J. Proctor Knott, bem como o ex-governador confederado Richard Hawes. John G. Carlisle foi escolhido como companheiro de chapa de Leslie e foi declarado por um comentarista político "ao que se sabe é o um dos homens mais hábeis da chapa." A oposição de Leslie ao projeto de lei de estrada de ferro do Sul enquanto estava no Senado estado deixou dívidas com alguns eleitores em seu próprio partido. Por causa de suas simpatias pelo Sul ele também havia colidido com a ala mais progressista New Departure de seu partido. No entanto, ele contou com apoio dos democratas do Condado de Bourbon do Kentucky, bem como dos segmentos ligagos ao tabaco no Estado e da empresa ferroviária Louisville-Nashvillead.
Durante a campanha o adversário de Leslie, o republicano John Marshall Harlan foi rotulado de cata-vento "político" por ter mudado sua postura em muitas questões. Em uma discussão conjunta, Leslie citou um discurso preparatório onde Harlan tinha chamado a plataforma republicana "revolucionária e se realizada, resultaria na destruição do nosso governo livre". Harlan admitiu sua atual inconsistência, declarando que ele seria mais legalista que coerente. Enquanto isso Leslie começou a se aproximar da ala mais progressista New Departure de seu partido durante o curso da campanha. Em última análise, apoiadores de Leslie consideravam-no "sóbrio, conservador e seguro", sendo que essa percepção lhe permitiu derrotar Harlan por uma margem considerável na primeira eleição em que os negros foram autorizados a votar.
Leslie apresentou metas agressivas de governo em seu primeiro discurso perante a Assembleia Geral em 5 de setembro de 1871, mas os legisladores estavam mais preocupados com a aprovação do projeto de lei que criaria a ferrovia do Sul, criando uma conexão entre as ferrovias de Cincinnati, Ohio e demais estados do sul do U.S. A linha passaria através da região central de Kentucky, proporcionando abertura do comércio naquela região. Este projeto seria financiado principalmente por capital de Ohio e resultaria no monopólio da Louisville-Nashville Railroad no estado. Apesar de Leslie não ser particularmente favorável ao projeto de lei, ele se recusou a vetá-lo devido aos potenciais benefícios econômicos para o estado. Leslie também enfrentou o problema da violência do pós-guerra pela Ku Klux Klan. O legislativo recusou-se a aprovar uma lei contra a violência de rua em 1871. Em seu discurso ao legislativo em 6 de dezembro de 1871, Leslie aprovou lei que tornava ilegal escrever ou postar avisos ameaçadores e formar bandos usando disfarces. Esta proposta foi bem aceita pela população e foi aprovada na próxima sessão do legislativo. Com os problemas das ferrovias e violência resolvidos,  o governador Leslie pediu ao legislador para melhorar a situação dos negros no estado, incluindo a criação de um sistema de educação para os negros e a aprovação do testemunho dos negros nos tribunais do estado. Ele encomendou uma nova pesquisa geológica, indicando o Kentuckiniano Nathaniel Southgate Shaler para dirigir o trabalho. Um defensor do pro-temperance (movimento pela redução de bebidas alcoólicas), garantiu a regulamentação adicional sobre a venda de bebidas alcoólicas. Também durante o mandato de Leslie, o sistema penal foi melhorado.
Devotos batistas, o governador e a Sra. Leslie, receberam ao fim do mandato um banquete dos Good Templars do Kentucky, homenagem pela caridade prestada aos necessitados. Após seu mandato, Leslie foi eleito para atuar no tribunal geral de Glasgow, cargo que ocupou por seis anos, começando em 1881. Ele falhou em uma reeleição proposta em 1886 por quatro votos.

### Governador de Montana
Em 1887 o presidente Grover Cleveland nomeou Leslie para ser o governador Territorial de Montana. Cleveland fez a nomeação, por recomendação de John Marshall Harlan, adversário de Leslie na eleição para governador do Kentucky de 1871, que agora estava ocupando um cargo de juiz associado da Suprema Corte dos Estados Unidos. Leslie logo teve problemas com a imprensa local, que a ele rotulou de "governador Coldwater" pela sua simpatia com o pro-temperance (movimento pela redução de bebidas alcoólicas). A opinião da imprensa ficou ainda mais obscurecida quando ele perdoou uma prostituta condenada por furto porque a penitenciária não estava equipada para acomodar as mulheres. Ele pediu ao legislativo territorial para decretar reformas fiscais e melhorar as instalações do presídio e do manicômio, mas ele não suportou o ataque do meio político do Território de Montana. Seu pocket veto de 1889 de um projeto de nomeação apoiado pelo legislativo foi o último conflito. Sob pressão dos republicanos, o Presidente Benjamin Harrison destituiu Leslie do cargo de governador territorial.
Enquanto isso, em Kentucky, o tesoureiro de estado James William "Honest Dick" Tate, havia fugido com cerca de 250.000 dólares do estado em 1888. Durante a investigação que se seguiu, foi descoberto que Leslie, junto com vários outros funcionários do Estado, tinham obtido empréstimos pessoais do tesouro do Estado através de Tate.

## Últimos anos e morte
Após seu afastamento do cargo, Leslie abriu uma banca advocatícia em parceria com A. J. Craven em Helena, Montana. O presidente Cleveland em seu segundo mandato nomeou Leslie para advogado de distrito para Montana, exercendo o encargo de 1894 a 1898.
Durante seus últimos anos de advocacia em Helena, Leslie ganhou por aclamação para assumir como Presidente da ordem dos Advogados do estado de Montana. Em uma visita de retorno para Kentucky, em 1906, ele discursou ao legislativo observando o quanto ele havia ajudado o estado ajustar-se à "nova ordem" depois da Guerra Civil. Joseph Toole, o governador de Montana estava encaminhando um pedido de nomeação de Leslie para juiz de corte do distrito, mas este ficou doente com pneumonia, tendo morrido em 7 de fevereiro de 1907 e foi enterrado no cemitério de Forestvale em Helena. O Condado de Leslie no Kentucky, foi fundado em 1878 e assim nomeado em sua honra.

## Antepassados
|  |                           |  |  |  |  |  |  |  |  |  |  |  |  |  |  |  |
|  | 16.                       |  |  |  |  |  |  |  |  |  |  |  |  |  |  |  |
|  |                           |  |  |  |  |  |  |  |  |  |  |  |  |  |  |  |
|  |                           |  |  |  |  |  |  |  |  |  |  |  |  |  |  |  |
|  | 8.                        |  |  |  |  |  |  |  |  |  |  |  |  |  |  |  |
|  |                           |  |  |  |  |  |  |  |  |  |  |  |  |  |  |  |
|  |                           |  |  |  |  |  |  |  |  |  |  |  |  |  |  |  |
|  | 17.                       |  |  |  |  |  |  |  |  |  |  |  |  |  |  |  |
|  |                           |  |  |  |  |  |  |  |  |  |  |  |  |  |  |  |
|  |                           |  |  |  |  |  |  |  |  |  |  |  |  |  |  |  |
|  | 4.                        |  |  |  |  |  |  |  |  |  |  |  |  |  |  |  |
|  |                           |  |  |  |  |  |  |  |  |  |  |  |  |  |  |  |
|  |                           |  |  |  |  |  |  |  |  |  |  |  |  |  |  |  |
|  | 18.                       |  |  |  |  |  |  |  |  |  |  |  |  |  |  |  |
|  |                           |  |  |  |  |  |  |  |  |  |  |  |  |  |  |  |
|  |                           |  |  |  |  |  |  |  |  |  |  |  |  |  |  |  |
|  | 9.                        |  |  |  |  |  |  |  |  |  |  |  |  |  |  |  |
|  |                           |  |  |  |  |  |  |  |  |  |  |  |  |  |  |  |
|  |                           |  |  |  |  |  |  |  |  |  |  |  |  |  |  |  |
|  | 19.                       |  |  |  |  |  |  |  |  |  |  |  |  |  |  |  |
|  |                           |  |  |  |  |  |  |  |  |  |  |  |  |  |  |  |
|  |                           |  |  |  |  |  |  |  |  |  |  |  |  |  |  |  |
|  | 2. Vachel Leslie          |  |  |  |  |  |  |  |  |  |  |  |  |  |  |  |
|  |                           |  |  |  |  |  |  |  |  |  |  |  |  |  |  |  |
|  |                           |  |  |  |  |  |  |  |  |  |  |  |  |  |  |  |
|  | 20.                       |  |  |  |  |  |  |  |  |  |  |  |  |  |  |  |
|  |                           |  |  |  |  |  |  |  |  |  |  |  |  |  |  |  |
|  |                           |  |  |  |  |  |  |  |  |  |  |  |  |  |  |  |
|  | 10.                       |  |  |  |  |  |  |  |  |  |  |  |  |  |  |  |
|  |                           |  |  |  |  |  |  |  |  |  |  |  |  |  |  |  |
|  |                           |  |  |  |  |  |  |  |  |  |  |  |  |  |  |  |
|  | 21.                       |  |  |  |  |  |  |  |  |  |  |  |  |  |  |  |
|  |                           |  |  |  |  |  |  |  |  |  |  |  |  |  |  |  |
|  |                           |  |  |  |  |  |  |  |  |  |  |  |  |  |  |  |
|  | 5.                        |  |  |  |  |  |  |  |  |  |  |  |  |  |  |  |
|  |                           |  |  |  |  |  |  |  |  |  |  |  |  |  |  |  |
|  |                           |  |  |  |  |  |  |  |  |  |  |  |  |  |  |  |
|  | 22.                       |  |  |  |  |  |  |  |  |  |  |  |  |  |  |  |
|  |                           |  |  |  |  |  |  |  |  |  |  |  |  |  |  |  |
|  |                           |  |  |  |  |  |  |  |  |  |  |  |  |  |  |  |
|  | 11.                       |  |  |  |  |  |  |  |  |  |  |  |  |  |  |  |
|  |                           |  |  |  |  |  |  |  |  |  |  |  |  |  |  |  |
|  |                           |  |  |  |  |  |  |  |  |  |  |  |  |  |  |  |
|  | 23.                       |  |  |  |  |  |  |  |  |  |  |  |  |  |  |  |
|  |                           |  |  |  |  |  |  |  |  |  |  |  |  |  |  |  |
|  |                           |  |  |  |  |  |  |  |  |  |  |  |  |  |  |  |
|  | 1. Preston Hopkins Leslie |  |  |  |  |  |  |  |  |  |  |  |  |  |  |  |
|  |                           |  |  |  |  |  |  |  |  |  |  |  |  |  |  |  |
|  |                           |  |  |  |  |  |  |  |  |  |  |  |  |  |  |  |
|  | 24. John Hopkins          |  |  |  |  |  |  |  |  |  |  |  |  |  |  |  |
|  |                           |  |  |  |  |  |  |  |  |  |  |  |  |  |  |  |
|  |                           |  |  |  |  |  |  |  |  |  |  |  |  |  |  |  |
|  | 12. Dennis Hopkins        |  |  |  |  |  |  |  |  |  |  |  |  |  |  |  |
|  |                           |  |  |  |  |  |  |  |  |  |  |  |  |  |  |  |
|  |                           |  |  |  |  |  |  |  |  |  |  |  |  |  |  |  |
|  | 25. Judith Boshun         |  |  |  |  |  |  |  |  |  |  |  |  |  |  |  |
|  |                           |  |  |  |  |  |  |  |  |  |  |  |  |  |  |  |
|  |                           |  |  |  |  |  |  |  |  |  |  |  |  |  |  |  |
|  | 6. Dennis Hopkins         |  |  |  |  |  |  |  |  |  |  |  |  |  |  |  |
|  |                           |  |  |  |  |  |  |  |  |  |  |  |  |  |  |  |
|  |                           |  |  |  |  |  |  |  |  |  |  |  |  |  |  |  |
|  | 26.                       |  |  |  |  |  |  |  |  |  |  |  |  |  |  |  |
|  |                           |  |  |  |  |  |  |  |  |  |  |  |  |  |  |  |
|  |                           |  |  |  |  |  |  |  |  |  |  |  |  |  |  |  |
|  | 13. Bathsheba Allred      |  |  |  |  |  |  |  |  |  |  |  |  |  |  |  |
|  |                           |  |  |  |  |  |  |  |  |  |  |  |  |  |  |  |
|  |                           |  |  |  |  |  |  |  |  |  |  |  |  |  |  |  |
|  | 27.                       |  |  |  |  |  |  |  |  |  |  |  |  |  |  |  |
|  |                           |  |  |  |  |  |  |  |  |  |  |  |  |  |  |  |
|  |                           |  |  |  |  |  |  |  |  |  |  |  |  |  |  |  |
|  | 3. Sarah Hopkins          |  |  |  |  |  |  |  |  |  |  |  |  |  |  |  |
|  |                           |  |  |  |  |  |  |  |  |  |  |  |  |  |  |  |
|  |                           |  |  |  |  |  |  |  |  |  |  |  |  |  |  |  |
|  | 28. John Cox              |  |  |  |  |  |  |  |  |  |  |  |  |  |  |  |
|  |                           |  |  |  |  |  |  |  |  |  |  |  |  |  |  |  |
|  |                           |  |  |  |  |  |  |  |  |  |  |  |  |  |  |  |
|  | 14. Thomas Cox            |  |  |  |  |  |  |  |  |  |  |  |  |  |  |  |
|  |                           |  |  |  |  |  |  |  |  |  |  |  |  |  |  |  |
|  |                           |  |  |  |  |  |  |  |  |  |  |  |  |  |  |  |
|  | 29. Mary Harlan           |  |  |  |  |  |  |  |  |  |  |  |  |  |  |  |
|  |                           |  |  |  |  |  |  |  |  |  |  |  |  |  |  |  |
|  |                           |  |  |  |  |  |  |  |  |  |  |  |  |  |  |  |
|  | 7. Martha Cox             |  |  |  |  |  |  |  |  |  |  |  |  |  |  |  |
|  |                           |  |  |  |  |  |  |  |  |  |  |  |  |  |  |  |
|  |                           |  |  |  |  |  |  |  |  |  |  |  |  |  |  |  |
|  | 30. Thomas Jenkins        |  |  |  |  |  |  |  |  |  |  |  |  |  |  |  |
|  |                           |  |  |  |  |  |  |  |  |  |  |  |  |  |  |  |
|  |                           |  |  |  |  |  |  |  |  |  |  |  |  |  |  |  |
|  | 15. Martha Jenkins        |  |  |  |  |  |  |  |  |  |  |  |  |  |  |  |
|  |                           |  |  |  |  |  |  |  |  |  |  |  |  |  |  |  |
|  |                           |  |  |  |  |  |  |  |  |  |  |  |  |  |  |  |
|  | 31. Lettis Vallercamp     |  |  |  |  |  |  |  |  |  |  |  |  |  |  |  |
|  |                           |  |  |  |  |  |  |  |  |  |  |  |  |  |  |  |
|  |                           |  |  |  |  |  |  |  |  |  |  |  |  |  |  |  |

## Ler também
- Morton, Jennie C. (1907). «Sketch and Picture of Governor Preston H. Leslie». Register of the Kentucky Historical Society. 5: 13–16

## Fonte da tradução
- Este artigo foi inicialmente traduzido, total ou parcialmente, do artigo da Wikipédia em inglês cujo título é «Preston Leslie».